# Nokia 6600
Il  Nokia 6600 è uno Smartphone prodotto dal 2003 al 2007 dall'azienda finlandese Nokia. Il 6600 era all'avanguardia fungendo al contempo da cellulare, fotocamera, lettore multimediale. Col passare dei mesi, molti sviluppatori hanno creato e perfezionato un grande quantitativo di applicazioni per il sistema operativo Symbian, e, proprio grazie a questo, tutti gli smartphone che ne erano dotati potevano usufruire di tali applicazioni, in relazione alla propria potenza di calcolo e alla versione del sistema operativo stesso. È considerato una pietra miliare della casa finlandese.

## Caratteristiche tecniche

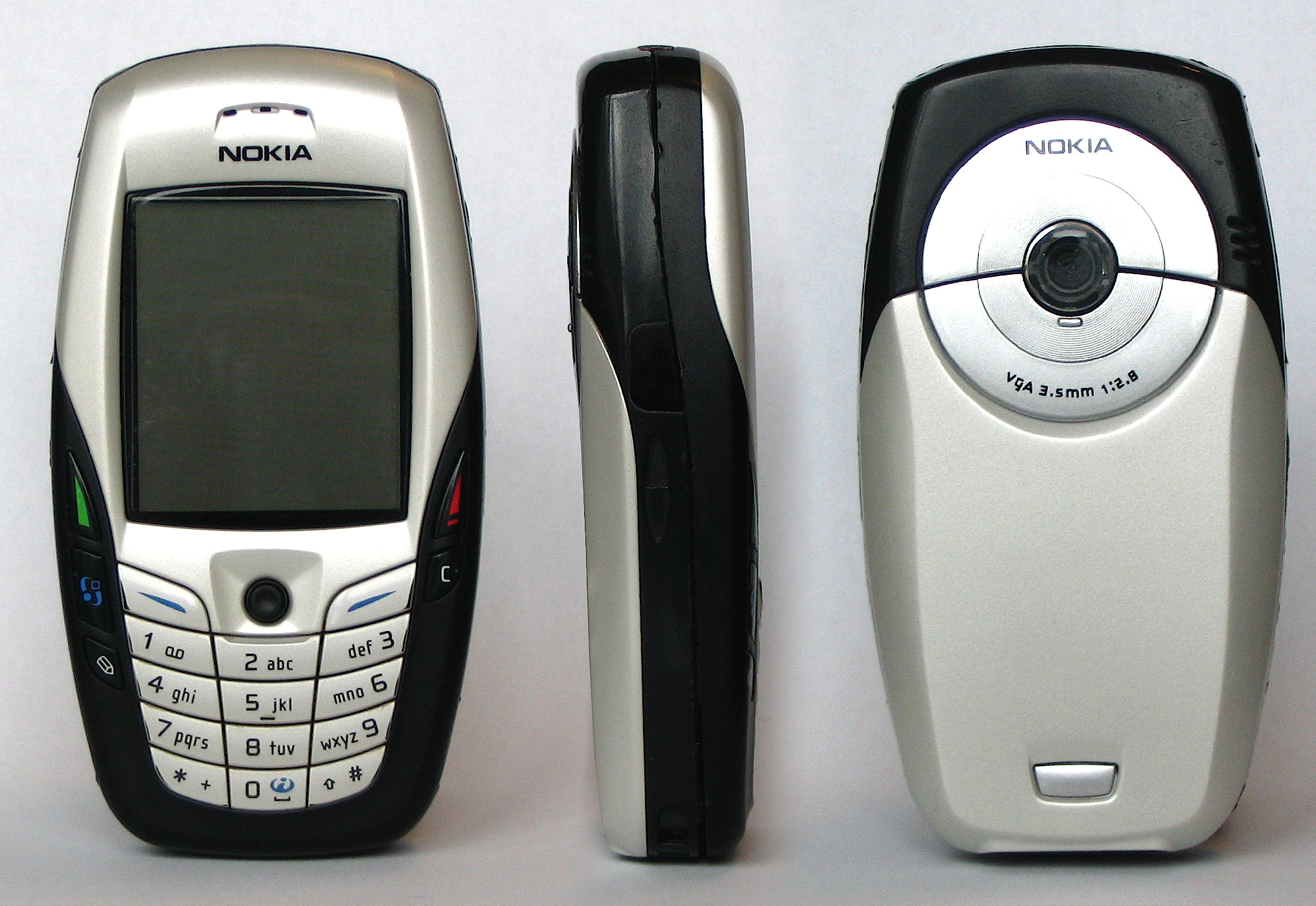
Fronte, profilo e retro del Nokia 6600

- Sistema operativo: Symbian OS 7.0 Series60 v2.0
- CPU: RISC 32 bit basata su ARM 9, 104 MHz
- RAM: 16MB
- Memoria video: 716 Kb
- Memoria interna: 30MB (6MB disponibili, 24MB occupati dal sistema operativo)
- Fotocamera: 640x480 VGA (autoscatto 10, 20 o 30 secondi), zoom digitale 2x, registrazione video
- Audio: uscita mono posta sul retro, a sinistra
- Entrate poste nella parte bassa della macchina: microfono, auricolare (MiniJack), caricabatterie
- Alloggiamenti interni: SIM card, MMC (inclusa nella confezione ne era presente una da 32 MB, ma è possibile inserirne una fino a 1 GB), batteria al litio 850 mAh BL-5C (autonomia effettiva utilizzo medio = 48 Ore)
- Schermo: 65536 colori, matrice attiva, risoluzione 176 x 208 TFT
- Java: MIDP 2.0
- Connessioni: Bluetooth 1.1, IrDA
- Browser: XHTML

## Software
Attraverso le applicazioni SIS è possibile inserire una grande quantità di funzioni tra cui: navigatore satellitare, telecomando, torcia, programmi di correzione grafica di fotografie, player per leggere alcuni tipi di file comuni (OGG, WAV, MPG, 3GP), programmi per il Benchmark, programmi per la gestione di foto, messaggi, audio, invio messaggi gratuiti.
Il cellulare non è in grado, con il software in dotazione, di leggere file Mp3.
È possibile personalizzare l'apparecchio con Temi che cambiano l'aspetto e la grafica del menù e delle cartelle.
È possibile organizzare ogni tipo di file con varie tipologie di gestione (Galleria e Gestione File).

## Particolarità
L'apparecchio non ha possibilità di connettersi a un PC tramite un cavo. Gli unici modi per connettere l'apparecchio sono: con il bluetooth o gli infrarossi tramite degli adattatori da collegare al computer, oppure tramite un lettore SmartCard, nel quale inserire la MMC presente nell'apparecchio, che, di serie, è di 32MB, espandibile fino a 1 GB.
Attualmente il Nokia 6600 è fuori produzione.

## Curiosità
Nel film thriller Cellular del 2004 con Kim Basinger e Chris Evans veniva usato il 6600 come unico tramite di comunicazione con l'ostaggio.